# Exloërkijl
Exloërkijl is een buurtschap in de provincie Drenthe, gemeente Borger-Odoorn. Exloërkijl ligt ten noordoosten van Exloo, nabij Tweede Exloërmond. Exloërkijl is ontstaan in het midden van de 19e eeuw bij de ontginning van het Drents-Gronings veengebied.
Exloërkijl heeft bouwkundig het karakter van lintbebouwing (circa 2,5 kilometer), zoals op veel plaatsen in het veenkoloniaal gebied van Groningen en Drenthe wordt aangetroffen.
Ten noordoosten van de lintbebouwing ligt het gelijknamige natuurreservaat Exloërkijl van de stichting Het Drentse Landschap. Het natuurgebied van circa 70 hectare is ontstaan nabij een zandwinnigsgebied, waar in de tweede helft van de 20e eeuw zand werd gewonnen om de kanalen in het veenkoloniale deel van Drenthe te dempen. Van de overgebleven zandplas werd door Staatsbosbeheer een visplas gemaakt, de omgeving ervan werd bebost en geschikt gemaakt voor recreatieve doeleinden. In 2004 werd het gebied overgedragen aan Het Drentsche Landschap.

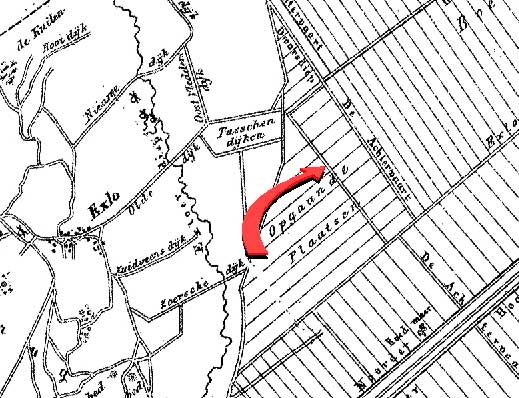
Locatie van Exloërkijl (zie: pijl) op gemeenteatlas van J. Kuyper ca 1870

Drenthe: Steden en dorpen      Nederland: Provincies · Gemeenten